# Список птахів Кюрасао
Це перелік видів птахів, зафіксованих на території Кюрасао. Авіфауна Кюрасао налічує загалом 221 вид, з яких 13 були інтродуковані людьми. 75 видів є рідкісними або випадковими, 4 види не були зафіксовані, однак, імовірно, присутні на території Кюрасао.

## Позначки
Наступні теги використані для виділення деяких категорій птахів.
- (V) Випадковий — вид, який рідко або випадково трапляється на Кюрасао
- (I) Інтродукований — вид, завезений на Кюрасао як наслідок, прямих чи непрямих дій людських дій
- (H) Гіпотетичний — не зафіксований вид, який, однак, імовірно, присутній на території Кюрасао

## Гусеподібні(Anseriformes)
Родина: Качкові (Anatidae)
- Свистач білоголовий, Dendrocygna viduata (V)
- Свистач червонодзьобий, Dendrocygna autumnalis
- Качка американська, Sarkidiornis sylvicola (V)
- Широконіска північна, Spatula clypeata
- Чирянка блакитнокрила, Spatula discors
- Свищ американський, Mareca americana
- Шилохвіст білощокий, Anas bahamensis
- Чирянка американська, Anas carolinensis
- Чернь канадська, Aythya collaris (V)
- Чернь американська, Aythya affinis
- Савка маскова, Nomonyx dominicus (V)

## Куроподібні(Galliformes)
Родина: Токрові (Odontophoridae)
- Перепелиця чубата, Colinus cristatus

## Фламінгоподібні(Phoenicopteriformes)
Родина: Фламінгові (Phoenicopteridae)
- Фламінго червоний, Phoenicopterus ruber

## Пірникозоподібні(Podicipediformes)
Родина: Пірникозові (Podicipedidae)
- Пірникоза домініканська, Tachybaptus dominicus
- Пірникоза рябодзьоба, Podilymbus podiceps

## Голубоподібні(Columbiformes)
Родина: Голубові (Columbidae)
- Голуб сизий, Columba livia (I)
- Голуб пурпуровошиїй, Patagioenas squamosa
- Голуб білокрилий, Patagioenas corensis
- Горличка білолоба, Leptotila verreauxi
- Zenaida auriculata
- Талпакоті строкатоголовий, Columbina passerina

## Зозулеподібні(Cuculiformes)
Родина: Зозулеві (Cuculidae)
- Гуїра, Guira guira (V)
- Ані великий, Crotophaga major (H)
- Ані малий, Crotophaga sulcirostris
- Кукліло північний, Coccyzus americanus
- Кукліло мангровий, Coccyzus minor

## Дрімлюгоподібні(Caprimulgiformes)
Родина: Дрімлюгові (Caprimulgidae)
- Анаперо малий, Chordeiles acutipennis (V)
- Анаперо віргінський, Chordeiles minor
- Анаперо антильський, Chordeiles gundlachii (V)
- Дрімлюга білохвостий, Hydropsalis cayennensis
- Дрімлюга каролінський, Antrostomus carolinensis (V)

## Серпокрильцеподібні(Apodiformes)
Родина: Серпокрильцеві (Apodidae)
- Свіфт західний, Cypseloides niger (V)
- Голкохвіст східний, Chaetura pelagica (V)

Родина: Колібрієві (Trochilidae)
- Колібрі-якобін синьоголовий, Florisuga mellivora (V)
- Ерміт-самітник бразильський, Glaucis hirsutus (V)
- Колібрі-рубін, Chrysolampis mosquitus
- Колібрі-смарагд синьохвостий, Chlorostilbon mellisugus

## Журавлеподібні(Gruiformes)
Родина: Пастушкові (Rallidae)
- Султанка американська, Porphyrio martinica
- Погонич каролінський, Porzana carolina
- Курочка латиноамериканська, Gallinula galeata
- Лиска американська, Fulica americana

## Сивкоподібні(Charadriiformes)
Родина: Сивкові (Charadriidae)
- Сивка американська, Pluvialis dominica
- Сивка морська, Pluvialis squatarola
- Чайка чилійська, Vanellus chilensis
- Пісочник крикливий, Charadrius vociferus
- Пісочник канадський, Charadrius semipalmatus
- Пісочник довгодзьобий, Charadrius wilsonia
- Пісочник пампасовий, Charadrius collaris
- Пісочник американський, Charadrius nivosus

Родина: Куликосорокові (Haematopodidae)
- Кулик-сорока американський, Haematopus palliatus

Родина: Чоботарові (Recurvirostridae)
- Himantopus mexicanus

Родина: Лежневі (Burhinidae)
- Лежень американський, Burhinus bistriatus (V)

Родина: Баранцеві (Scolopacidae)
- Бартрамія, Bartramia longicauda (V)
- Кульон гудзонський, Numenius hudsonicus
- Грицик канадський, Limosa haemastica (V)
- Крем'яшник звичайний, Arenaria interpres
- Побережник ісландський, Calidris canutus (V)
- Побережник довгоногий, Calidris himantopus
- Побережник білий, Calidris alba
- Побережник чорногрудий, Calidris alpina (V)
- Побережник канадський, Calidris bairdii (V)
- Побережник-крихітка, Calidris minutilla
- Побережник білогрудий, Calidris fuscicollis
- Жовтоволик, Calidris subruficollis (V)
- Побережник арктичний, Calidris melanotos
- Побережник тундровий, Calidris pusilla
- Побережник аляскинський, Calidris mauri
- Неголь короткодзьобий, Limnodromus griseus
- Неголь довгодзьобий, Limnodromus scolopaceus (V)
- Gallinago delicata
- Плавунець довгодзьобий, Phalaropus tricolor (V)
- Плавунець круглодзьобий, Phalaropus lobatus (V)
- Набережник плямистий, Actitis macularius
- Коловодник малий, Tringa solitaria
- Коловодник строкатий, Tringa melanoleuca
- Коловодник американський, Tringa semipalmata
- Коловодник жовтоногий, Tringa flavipes

Родина: Яканові (Jacanidae)
- Якана червонолоба, Jacana jacana (V)

Родина: Поморникові (Stercorariidae)
- Поморник великий, Stercorarius skua (V)
- Поморник короткохвостий, Stercorarius parasiticus (V)

Родина: Мартинові (Laridae)
- Leucophaeus atricilla
- Крячок бурий, Anous stolidus
- Крячок строкатий, Onychoprion fuscatus
- Крячок бурокрилий, Onychoprion anaethetus
- Крячок карибський, Sternula antillarum
- Крячок чорнодзьобий, Gelochelidon nilotica
- Крячок каспійський, Hydroprogne caspia (V)
- Крячок чорний, Chlidonias niger (V)
- Крячок річковий, Sterna hirundo
- Крячок рожевий, Sterna dougallii
- Крячок рябодзьобий, Thalasseus sandvicensis
- Крячок королівський, Thalasseus maximus
- Водоріз американський, Rynchops niger

## Фаетоноподібні(Phaethontiformes)
Родина: Фаетонові (Phaethontidae)
- Фаетон білохвостий, Phaethon lepturus (V)
- Фаетон червонодзьобий, Phaethon aethereus

## Буревісникоподібні(Procellariiformes)
Родина: Океанникові (Oceanitidae)
- Океанник Вільсона, Oceanites oceanicus (V)

Родина: Качуркові (Hydrobatidae)
- Качурка північна, Hydrobates leucorhoa (V)

Родина: Буревісникові (Procellariidae)
- Тайфунник кубинський, Pterodroma hasitata
- Бульверія тонкодзьоба, Bulweria bulwerii (V)
- Буревісник екваторіальний, Puffinus lherminieri (V)

## Сулоподібні(Suliformes)
Родина: Фрегатові (Fregatidae)
- Фрегат карибський, Fregata magnificens

Родина: Сулові (Sulidae)
- Сула жовтодзьоба, Sula dactylatra (V)
- Сула червононога, Sula sula
- Сула білочерева, Sula leucogaster

Родина: Бакланові (Phalacrocoracidae)
- Баклан бразильський, Phalacrocorax brasilianus

## Пеліканоподібні(Pelecaniformes)
Родина: Пеліканові (Pelecanidae)
- Пелікан бурий, Pelecanus occidentalis

Родина: Чаплеві (Ardeidae)
- Бугайчик американський, Ixobrychus exilis (V)
- Квак звичайний, Nycticorax nycticorax
- Квак чорногорлий, Nyctanassa violacea
- Чапля зелена, Butorides virescens
- Чапля мангрова, Butorides striata (V)
- Чапля єгипетська, Bubulcus ibis
- Чапля північна, Ardea herodias
- Чепура велика, Ardea alba
- Чепура трибарвна, Egretta tricolor
- Чепура рудошия, Egretta rufescens
- Чепура американська, Egretta thula
- Чепура блакитна, Egretta caerulea

Родина: Ібісові (Threskiornithidae)
- Ібіс білий, Eudocimus albus (V)
- Ібіс червоний, Eudocimus ruber (V)
- Коровайка бура, Plegadis falcinellus
- Косар рожевий, Platalea ajaja (V)

## Яструбоподібні(Cathartiformes)
Родина: Скопові (Pandionidae)
- Скопа, Pandion haliaetus

Родина: Яструбові (Accipitridae)
- Лунь американський, Circus hudsonius (V)
- Канюк білохвостий, Geranoaetus albicaudatus

## Совоподібні(Strigiformes)
Родина: Сипухові (Tytonidae)
- Сипуха крапчаста, Tyto alba

Родина: Совові (Strigidae)
- Сич американський, Athene cunicularia (V)

## Сиворакшоподібні(Coraciiformes)
Родина: Рибалочкові (Alcedinidae)
- Рибалочка-чубань неотропічний, Megaceryle torquata (V)
- Рибалочка-чубань північний, Megaceryle alcyon

## Соколоподібні(Falconiformes)
Родина: Соколові (Falconidae)
- Каракара аргентинська, Caracara plancus
- Хімахіма, Milvago chimachima (V)
- Боривітер американський, Falco sparverius
- Підсоколик малий, Falco columbarius
- Сапсан, Falco peregrinus

## Папугоподібні(Psittaciformes)
Родина: Psittaculidae
- Папуга Крамера, Psittacula krameri (I)

Родина: Папугові (Psittacidae)
- Амазон тринідадський, Amazona ochrocephala (I)
- Амазон жовтоплечий, Amazona barbadensis (I)
- Амазон венесуельський, Amazona amazonica (I)
- Папуга-горобець гвіанський, Forpus passerinus (I)
- Аратинга рудоволий, Eupsittula pertinax
- Ара синьокрилий, Ara severus (I)
- Аратинга синьолобий, Thectocercus acuticaudatus (I)
- Аратинга колумбійський, Psittacara wagleri (I)

## Горобцеподібні(Passeriformes)
Родина: Тиранові (Tyrannidae)
- Еленія карибська, Elaenia martinica
- Еленія мала, Elaenia chiriquensis (V)
- Тиранчик-короткодзьоб північний, Sublegatus arenarum
- Тиран тропічний, Tyrannus melancholicus
- Тиран вилохвостий, Tyrannus savana
- Тиран сірий, Tyrannus dominicensis
- Копетон блідий, Myiarchus tyrannulus

Родина: Віреонові (Vireonidae)
- Віреон жовтогорлий, Vireo flavifrons (V)
- Віреон цитриновий, Vireo philadelphicus (V)
- Віреон червоноокий, Vireo olivaceus
- Віреон чорновусий, Vireo altiloquus

Родина: Ластівкові (Hirundinidae)
- Ластівка пампасова, Stelgidopteryx ruficollis (V)
- Щурик пурпуровий, Progne subis
- Щурик антильський, Progne dominicensis
- Щурик кубинський, Progne cryptoleuca (V)
- Білозорка білокрила, Tachycineta albiventer (V)
- Білозорка чилійська, Tachycineta leucopyga (V)
- Ластівка берегова, Riparia riparia
- Ластівка сільська, Hirundo rustica
- Ясківка білолоба, Petrochelidon pyrrhonota
- Ясківка печерна, Petrochelidon fulva (V)

Родина: Омелюхові (Bombycillidae)
- Омелюх американський, Bombycilla cedrorum (V)

Родина: Дроздові (Turdidae)
- Дрізд-короткодзьоб бурий, Catharus fuscescens
- Дрізд-короткодзьоб малий, Catharus minimus (V)
- Дрізд-короткодзьоб Свенсона, Catharus ustulatus (V)
- Дрізд лісовий, Hylocichla mustelina (V)

Родина: Мухоловкові (Muscicapidae)
- Кам'янка звичайна, Oenanthe oenanthe (H)

Родина: Пересмішникові (Mimidae)
- Пересмішник сивий, Mimus gilvus
- Тремблер прямодзьобий, Toxostoma rufum (V)
- Пересмішник жовтодзьобий, Margarops fuscatus (V)

Родина: Ткачикові (Ploceidae)
- Ткачик великий, Ploceus cucullatus (I)
- Ткачик чорнолобий, Ploceus velatus (I)

Родина: Горобцеві (Passeridae)
- Горобець хатній, Passer domesticus (I)

Родина: Passerellidae
- Багновець прерієвий, Ammodramus savannarum
- Бруант рудошиїй, Zonotrichia capensis

Родина: Трупіалові (Icteridae)
- Гоглу, Dolichonyx oryzivorus
- Шпаркос савановий, Leistes militaris
- Трупіал венесуельський, Icterus icterus
- Трупіал садовий, Icterus spurius (V)
- Трупіал цитриновий, Icterus nigrogularis
- Вашер синій, Molothrus bonariensis
- Гракл карибський, Quiscalus lugubris
- Гракл великохвостий, Quiscalus mexicanus
- Каруг жовтоголовий, Chrysomus icterocephalus (V)

Родина: Піснярові (Parulidae)
- Смугастоволець оливковий, Seiurus aurocapilla
- Пісняр-борсучок, Helmitheros vermivorum (H)
- Смугастоволець річковий, Parkesia noveboracensis
- Смугастоволець білобровий, Parkesia motacilla (V)
- Пісняр строкатий, Mniotilta varia
- Пісняр жовтий, Protonotaria citrea
- Червоїд світлобровий, Oreothlypis peregrina (V)
- Цитринка сіровола, Oporornis agilis
- Цитринка чорновола, Geothlypis philadelphia (V)
- Цитринка жовтогорла, Geothlypis formosa (V)
- Жовтогорлик північний, Geothlypis trichas (V)
- Пісняр горихвістковий, Setophaga ruticilla
- Пісняр-лісовик рудощокий, Setophaga tigrina (V)
- Пісняр північний, Setophaga americana
- Пісняр-лісовик канадський, Setophaga magnolia (V)
- Пісняр-лісовик каштановий, Setophaga castanea (V)
- Пісняр-лісовик рудоволий, Setophaga fusca (V)
- Пісняр-лісовик золотистий, Setophaga petechia
- Пісняр-лісовик білощокий, Setophaga striata
- Пісняр-лісовик рудоголовий, Setophaga palmarum (V)
- Пісняр-лісовик жовтогузий, Setophaga coronata (V)
- Пісняр-лісовик прерієвий, Setophaga discolor (V)
- Пісняр-лісовик чорногорлий, Setophaga virens (V)

Родина: Кардиналові (Cardinalidae)
- Піранга пломениста, Piranga rubra (V)
- Піранга кармінова, Piranga olivacea
- Кардинал-довбоніс червоноволий, Pheucticus ludovicianus
- Скригнатка індигова, Passerina cyanea
- Лускун, Spiza americana

Родина: Саякові (Thraupidae)
- Посвірж золотоголовий, Sicalis flaveola (I)
- Якарина, Volatinia jacarina (V)
- Танагра-медоїд бірюзова, Cyanerpes cyaneus (V)
- Терзина, Tersina viridis (H)
- Цереба, Coereba flaveola
- Потрост чорноволий, Melanospiza bicolor